# Foundry
Eine Foundry (auch englisch silicon foundry; zudem ursprünglich, übersetzt [die] Gießerei) ist ein Fertigungsbetrieb in der Mikroelektronik, der in seinen Halbleiterwerken (englisch semiconductor fabrication plant, kurz „fab“) Produkte für andere Halbleiterunternehmen herstellt.

## Hintergrund
Bei klassischen Halbleiterherstellern, auch IDM (englisch integrated device manufacturer) genannt, befinden sich Entwicklung und Produktion in einer Hand. Aufgrund der immer weiter steigenden technischen Anforderungen an die Produktion werden Bau und Inbetriebnahme solcher Fabriken immer kapitalintensiver. Die Erstellung von Fabriken für Halbleiterscheiben (Wafer) mit heute üblichen Strukturgrößen im unteren Nanometer-Bereich kostet mehrere Milliarden Euro. Auch der Betrieb ist nicht weniger aufwändig und nur bei guter Auslastung der Fertigungsanlagen rentabel, unter anderem auch aufgrund des hohen Kostendrucks und Preisverfalls in der Branche. Diesen Aufwand können sich für die Herstellung eigener Produkte nur wenige Großunternehmen leisten.
Das Geschäftsmodell einer Foundry ermöglicht Unternehmen, hochspezialisierte und konkurrenzfähige Schaltungen zu entwickeln und zu verkaufen, ohne die Aufwendungen für eine eigene Fabrik aufbringen zu müssen. Die Herstellung der Integrierten Schaltkreise erfolgt dann meist in Standardtechnologien, die von Foundries bzw. deren Technologie-Kooperationspartnern entwickelt werden. Kenndaten der zu verarbeitenden Bauelemente und Layout-Richtlinien werden den Unternehmen für die Entwicklung zur Verfügung gestellt, so dass diese dort für die Synthese und Simulation (vgl. Chipentwurf) angewendet werden können.

## Hersteller
Die größte reine Foundry ist das taiwanische Unternehmen TSMC, mit einigem Abstand gefolgt von der US-amerikanischen Globalfoundries und der ebenfalls taiwanischen UMC. Zu den europäischen Foundries zählen z. B. die Unternehmen X-FAB und LFoundry. Auch IDM-Halbleiterhersteller (Integrated Device Manufacturer) wie die österreichische ams AG, Intel oder Samsung bieten teilweise Foundry-Services an.

### Forschung & Entwicklung
Eine Reihe an universitären oder außeruniversitären Instituten bieten Entwicklungsdienstleistungen und Kleinserienproduktion an. Ähnlich den Mikroelektronik- oder Mikrosystem (MEMS)-Dienstleistungen verschiedener Fraunhofer-Institute, bietet auch das Palo Alto Research Center Foundry-Dienstleistungen (z. B. Reinraum und Halbleitertechnologie) und dient als Inkubator für Startups.

## Markt
Inzwischen wird der größte Teil der Halbleiter nicht mehr in den Fabs der IDMs hergestellt, sondern in reinen (englisch pure-play) Foundries. Bereits im Jahr 2019 betrug der Umsatz (laut IC Insights) von Fabs der IDMs 13,0 Mrd. USD, während die reinen Foundries 57,0 Mrd. USD umsetzten.
Nach Analyse des Marktforschungsunternehmens IC Insights wuchs der Foundry-Markt in den Jahren 2020, 2021 und 2022 um jeweils 20 % und hat ein Volumen von rund 132 Milliarden US-Dollar. Der Anteil der chinesischen Foundry-Hersteller, darunter SMIC, wird für das Jahr 2030 auf rund 9 % steigen.

## Ranking
| Rang | Firma           | Land                | Umsatz Q1 / 2024 in Mrd. USD | Typ       |
| ---- | --------------- | ------------------- | ---------------------------- | --------- |
| 01   | TSMC            | Taiwan              | 18,87                        | Pure-Play |
| 02   | Intel           | Vereinigte Staaten  | 4,4                          | IDM       |
| 03   | Samsung         | Korea Sud           | 3,4*                         | IDM       |
| 04   | SMIC            | China Volksrepublik | 1,75                         | Pure Play |
| 05   | UMC             | Taiwan              | 1,71                         | Pure Play |
| 06   | Globalfoundries | Vereinigte Staaten  | 1,55                         | Pure Play |
|      |                 |                     | *: geschätzt                 |           |